# کنترلچی (راه‌آهن)

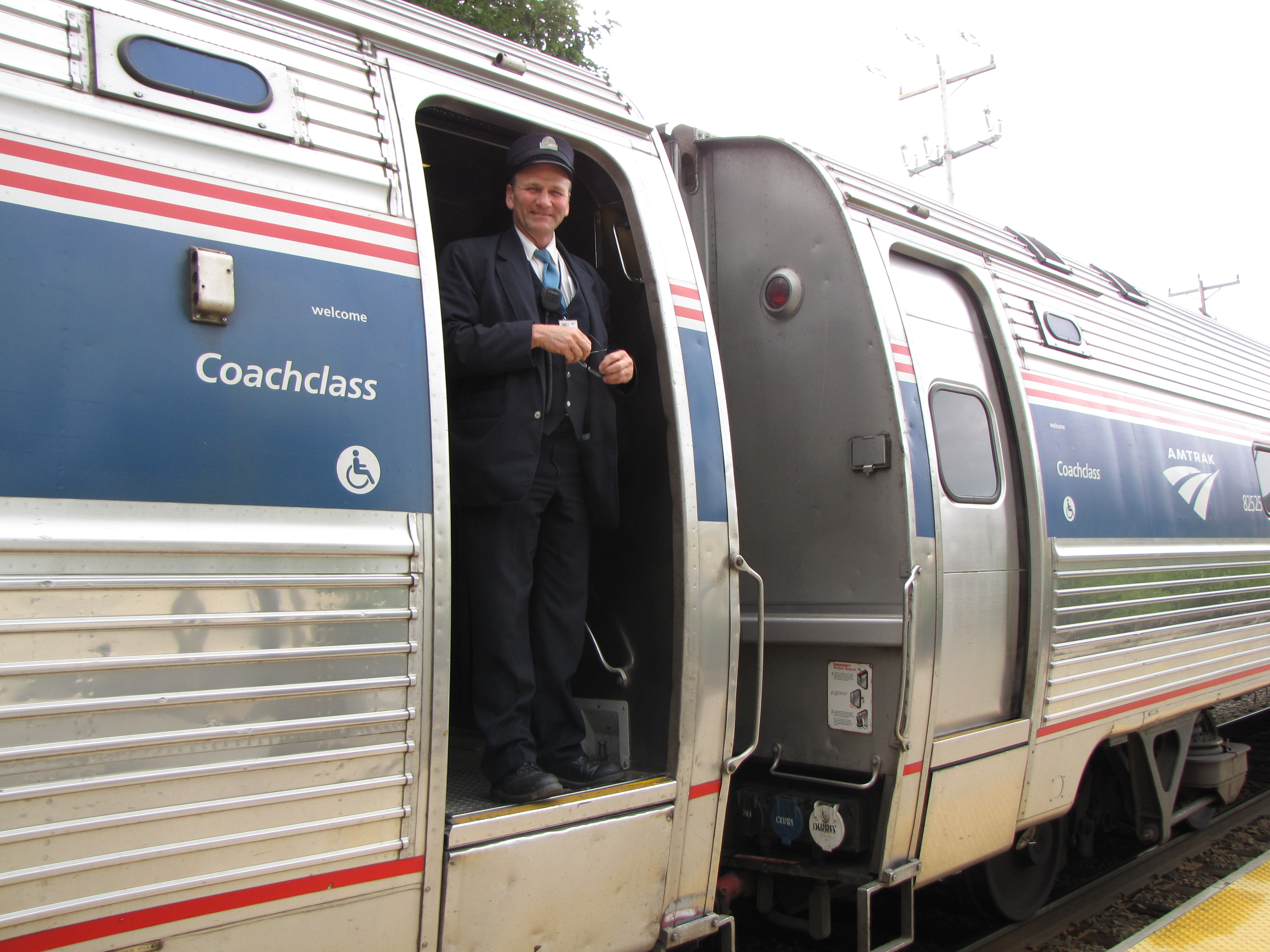
یک کنترلچی در قطار آمتراک

کنترلچی (انگلیسی آمریکای شمالی) یا بلیطچی (انگلیسی همسود) یکی از اعضای خدمه قطار است که مسئول وظایف عملیاتی و ایمنی است که شامل عملیات واقعی قطار/لوکوموتیو نمی‌شود. عنوان کنترلچی در عملیات راه‌آهن آمریکای شمالی بسیار رایج است، اما این نقش در سرتاسر جهان تحت عنوان‌های شغلی مختلف رایج است. در زبان انگلیسی همسود، یک کنترلچی به عنوان نگهبان یا مدیر قطار نیز شناخته می‌شود.